# Victor Victoria
Victor Victoria, conocida como Víctor/Victoria y ¿Víctor o Victoria? en otros países, es una película estadounidense de 1982 dirigida por Blake Edwards, basada en Viktor und Viktoria (película alemana de la UFA de 1933) y protagonizada por Julie Andrews.
La película original, rodada en 1933, tuvo tal éxito que se rodaron dos versiones más antes de que Edwards hiciera la suya. En 1935 se hizo una versión francesa con Meg Lemonnier y Julien Carette, llamada Georges et Georgette, y en 1957 se rodó una nueva versión dirigida por Karl Anton, con Johanna von Koczian y Georg Thomalla.
El guion de Edwards y Hans Hoemburg se basa directamente en la película alemana de 1933, dirigida por Reinhold Schünzel.

## Argumento
En 1934, en París, Carroll 'Toddy' Todd, un actor gay ya mayor, que actúa en el cabaret «Chez Lui» de París, ve a Labisse, el dueño del club, audicionar a la soprano Victoria Grant, hambrienta y empobrecida después de su divorcio y cierre del teatro donde trabajaba. Después de su audición fallida, Victoria regresa a su habitación de hotel para encontrarse desalojada, incapaz de pagar el alquiler. Esa noche, cuando Richard, un estafador con quien Toddy está involucrado sentimentalmente, viene al «Chez Lui» como parte de un grupo de cuatro personas, Toddy incita una pelea. Labisse despide a Toddy y le prohíbe el acceso al club. Caminando a casa, ve a Victoria en un restaurante, quien lo invita a unirse a ella. Como ninguno de ellos puede pagar la comida, ella arroja una cucaracha en su ensalada para evitar pagar, pero se escapa y se produce el caos.
El dúo corre bajo la lluvia hacia el piso de Toddy, y él la invita a quedarse cuando descubre que la lluvia ha encogido su ropa raída. A la mañana siguiente, Richard aparece para recoger sus cosas. Victoria, que lleva puesto un traje y sombrero, se esconde en el armario de Toddy. Cuando Richard abre la puerta del armario, ella golpea a Richard, le rompe la nariz y lo echa. Al ver esto, Toddy se sorprende con la inspiración de hacer pasar a Victoria como un hombre y presentarla a Andre Cassell, el agente más exitoso en París, como un transformista.
Cassell la acepta como el joven conde Victor Grazinski, supuestamente un transformista gay polaco y el nuevo novio de Toddy. Cassell prepara una reserva e invita a una colección de propietarios de clubes a la inauguración. Entre los invitados se encuentra King Marchand, un gánster de Chicago, su amante la cabaretera Norma Cassidy, que sigue el estilo de Jean Harlow, y el corpulento guardaespaldas Bernstein, también conocido como Squash. Victoria es un éxito inmediato, y King se siente enamorado, por eso se sorprende cuando "se revela" que es un hombre al final del acto. King, sin embargo, está convencido de que "Victor" no es un hombre.
Después de que Norma ataca violentamente a King durante una pelea, la envía de regreso a América. Decidido a descubrir la verdad, King se cuela en la suite de Victoria y Toddy y confirma su sospecha cuando la espía mientras se baña. Invita a Victoria, Toddy y Cassell a "Chez Lui". Estalla otra pelea. Squash y Toddy son arrestados, junto con muchos de los clientes del club, pero King y Victoria escapan. King besa a Victoria, fingiendo que no le importa el género de Victoria, lo que los lleva a regresar juntos al hotel.
Squash regresa a la suite y descubre a King en la cama con Victoria. King intenta explicarse, pero luego Squash le revela que él mismo es gay. Mientras tanto, Labisse contrata a un detective, Charles Bovin, para investigar a Victor. Victoria y King comparten habitación de hotel, pero mantener su engaño tensa la relación hasta un punto de ruptura, y King la termina. De vuelta en Chicago, Norma, todavía enojada por haber sido abandonada, le dice al socio comercial de King, Sal Andretti, que King está teniendo una aventura con un hombre.
Al mismo tiempo que Victoria ha decidido renunciar a la personalidad de Víctor para estar con King, Sal llega y exige que King transfiera su parte del negocio a Sal por una fracción de su valor. Squash le dice a Victoria lo que está sucediendo, y ella le muestra a Norma que realmente es una mujer, salvando la  reputación de King. Esa noche en el club, Cassell les dice a Toddy y Victoria que Labisse ha presentado una denuncia contra él y "Victor" por perpetrar un fraude. Pero el inspector policial le ha dicho a Labisse que el artista es un hombre y Labisse un idiota, después de un vistazo en su camerino.
Victoria se une a King en el club como su verdadero yo para ver la actuación. El presentador dice que Víctor va a actuar, pero en lugar de Victoria, Toddy se hace pasar por "Víctor". Después de una actuación intencionalmente desastrosa pero hilarante, Toddy afirma que esta es su última actuación.

## Reparto
- Julie Andrews como Victoria Grant / Conde Victor Grazinski
- James Garner como el rey Marchand
- Robert Preston como Carroll "Toddy" Todd
- Lesley Ann Warren como Norma Cassidy
- Alex Karras como "Squash" Bernstein
- John Rhys-Davies como Andre Cassell
- Graham Stark como camarero
- Peter Arne como Labisse
- Herb Tanney (acreditado como Sherloque Tanney) como Charles Bovin
- Michael Robbins como gerente del Hotel Victoria
- Norman Chancer como Sal Andratti
- David Gant como gerente del restaurante
- Maria Charles como Señora Presidenta
- Malcolm Jamieson como Richard Di Nardo
- Jay Benedict como Guy Langois
- Ina Skriver como Simone Kallisto
- Geoffrey Beevers como inspector de policía
- Norman Alden como hombre en un hotel con zapatos (sin acreditar)
- Doug Sheehan como Le Jazz Hot Dancer/Shady Dame de Sevilla, un matador bailarín (sin acreditar)
- Glen Murphy como boxeador (sin acreditar)

## Premios
La película fue muy aclamada y recolectó nueve premios (entre ellos un Oscar) y obtuvo otras ocho nominaciones.
- Globo de Oro a la mejor película musical o comedia.
- César de 1983 a la mejor producción extranjera.
- Blake Edwards y Hans Hoemburg ganaron el Premio WGA al mejor guion adaptado y el David di Donatello al mejor guion de película extranjera. Además, fueron nominados al Oscar al mejor guion adaptado.
- Julie Andrews ganó el Globo de Oro como mejor actriz en comedia o musical y, como mejor actriz extranjera, el David di Donatello. También, fue nominada a los Oscar. Además, ganó (ex aequo con Meryl Streep por La decisión de Sophie) el KCFCC del Círculo de críticos de cine de Kansas.
- Robert Preston ganó el NBR. Además, estuvo nominado en los Oscar y en los Globo de Oro, como mejor actor de reparto en el apartado de musical o comedia.
- Lesley Ann Warren fue nominada como mejor actriz de reparto tanto en los Oscar como en los Globo de Oro.
- La banda sonora de Henry Mancini ganó el Oscar a la mejor banda sonora y estuvo nominada en los Globo de Oro y los Grammy
- Los responsables del sonido de la película ganaron el Golden Reel.
- El director de fotografía Dick Bush estuvo entre los nominados par los premios que otorga la British Society of Cinematographers.
- Además, la película obtuvo otras dos nominaciones para los Oscar:

- Mejor dirección artística (Harry Cordwell, Tim Hutchinson, Rodger Maus y William Craig Smith).
- Mejor diseño de vestuario (Patricia Norris).